# Marumba (Tunduru)
Marumba ist ein Verwaltungsbezirk (Ward) des Distrikts Tunduru in der tansanischen Region Ruvuma.

## Geografie
Marumba liegt im Süden von Tansania etwa 60 Kilometer Luftlinie südwestlich von Tunduru. Der Bezirk grenzt im Norden an Nampungu, im Osten an Mbati, im Süden an Mchoteka und im Westen an die Bezirk Magazini und Mchomoro des Distrikts Namtumbo. Bei der Volkszählung 2022 lebten 14.639 Menschen in 3475 Haushalten auf einer Fläche von 285 Quadratkilometern.

## Gliederung
Der Bezirk besteht aus fünf Gemeinden (Mtaa) mit 44 Orten (Kitongoji):
| Mchekeni - Zanzibara - Tanga - Miembeni - Amani - Muungano - Haneni | Marumba - Hospitali - Muungano - Ushirika - Zimamoto - Tupendane - Mapando - Twendembio - Tujuane - Uvunguni - Songambele - Shuleni | Masuguru - Mzalendo - Chireka - Motomoto - Hiyari - Songea - Misiri - Masuguru - Mchakamchaka - Mbale | Molandi - Mwangaza - Changamoto - Zimamoto - Mwembeni - Mwenge - Mkwawa - Ruvuma - Amani - Chileka - Luhunde - Elimu - Afya | Misyaje - Cheleweni - Elimu - Minazini - Misyaje - Kisiwani - Likokwe |

## Wirtschaft und Infrastruktur
- Bildung: Die Marumba Secondary School ist eine staatliche weiterführende Schule, die Jugendliche bis zur 4. Stufe ausbildet.[8]
- Gesundheit: Im Bezirk liegen drei staatliche Apotheken, je eine in den Gemeinden Marumba,[9] Masuguru[10] und Misyaje.[11]